# Dálnice A2 (Německo)
Dálnice A2, německy Bundesautobahn 2 (zkratka BAB 2), zkráceně Autobahn 2 (zkratka A2), je německá dálnice dlouhá 486 kilometrů. Začíná v Porúří v západní části Oberhausenu a pokračuje dále na východ, kde končí na východním okraji Berlína. Dálnice tvoří jednu z hlavních tras ve směru západ-východ a je součástí evropské silnice E34 a E30. A2 přímo neprochází velkými městy jako Magdeburg, Braunschweig, Hanover nebo Dortmund, ale vždy se nachází nedaleko nich. Na konci 90. let byla dálnice v bývalém Východním Německu upravena a později úplně přestavěna. Po celé své délce je dálnice vedena ve třech jízdních pruzích v obou směrech. A2 je jednou z nejdůležitějších německých dálnic. Spojuje spolu několik významných průmyslových měst.

## Dálniční křižovatky

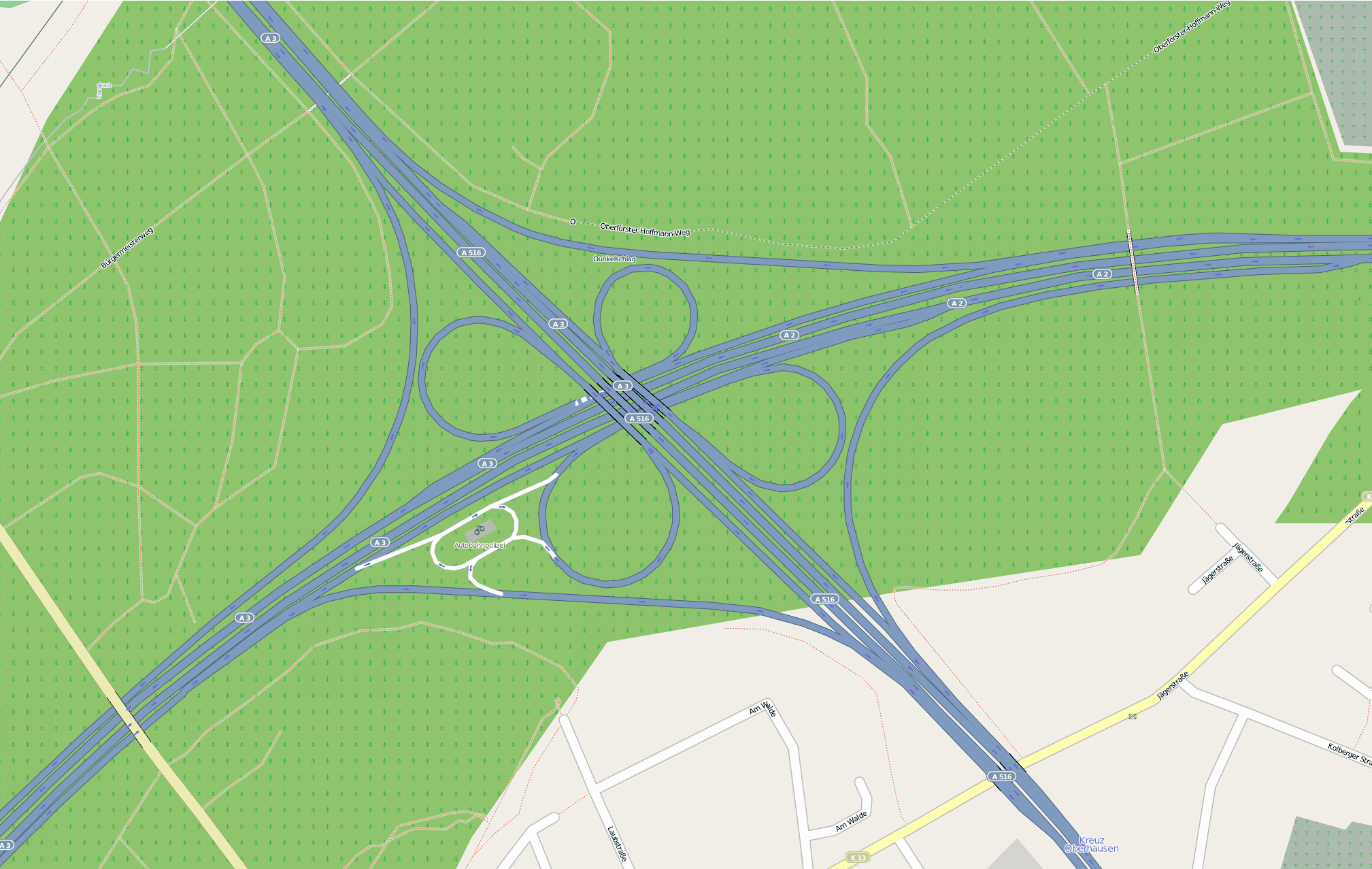
Kreuz Oberhausen (1)

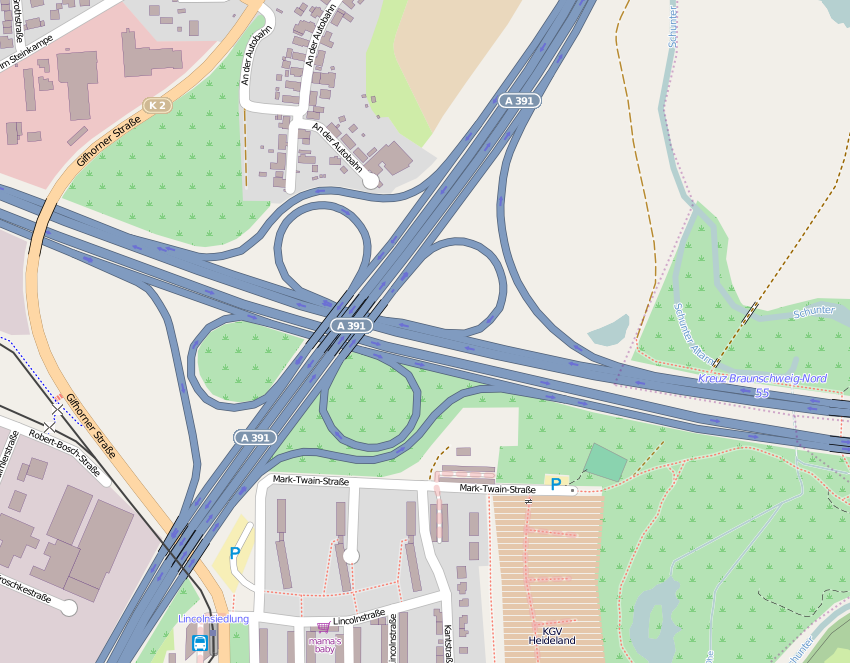
Kreuz Braunschweig-Nord (55)

| Dálnice A3   | Křižovatka | (1)  | Kreuz Oberhausen             | v provozu |
| Dálnice A516 | Křižovatka | (1)  | Kreuz Oberhausen             | v provozu |
| Dálnice A31  | Křižovatka | (3)  | Dreieck Bottrop              | v provozu |
| Dálnice A43  | Křižovatka | (8)  | Kreuz Recklinghausen         | v provozu |
| Dálnice A45  | Křižovatka | (12) | Dreieck Dortmund-Nordwest    | v provozu |
| Silnice 236  | Křižovatka | (13) | Dortmund Nordost             | v provozu |
| Dálnice A1   | Křižovatka | (16) | Kamener Kreuz                | v provozu |
| Dálnice A33  | Křižovatka | (25) | Dreieck Bielefeld            | v provozu |
| Dálnice A30  | Křižovatka | (32) | Bad Oyenhausen               | v provozu |
| Dálnice A352 | Křižovatka | (43) | Dreieck Hannover-West        | v provozu |
| Dálnice A37  | Křižovatka | (47) | Kreuz Hannover-Buchholz      | v provozu |
| Dálnice A7   | Křižovatka | (48) | Kreuz Hannover-Ost           | v provozu |
| Dálnice A391 | Křižovatka | (55) | Kreuz Braunschweig-Nord      | v provozu |
| Dálnice A39  | Křižovatka | (58) | Kreuz Wolfsburg/Königslutter | v provozu |
| Dálnice A14  | Křižovatka | (68) | Kreuz Magdeburg              | v provozu |
| Dálnice A10  | Křižovatka | (81) | Dreieck Werder               | v provozu |

## Historie

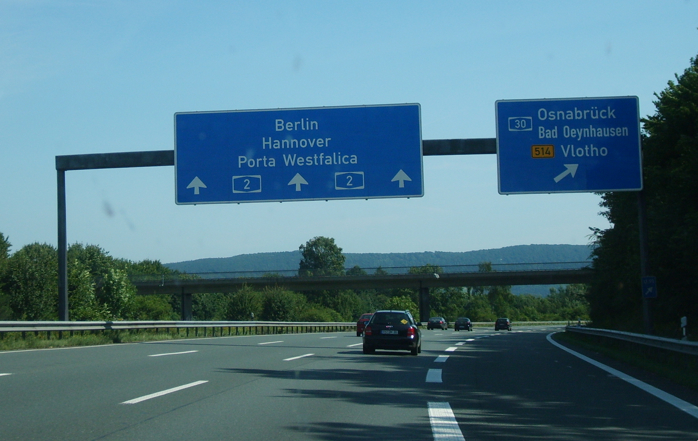
Dálnice A2 u Bad Oyenhausenu

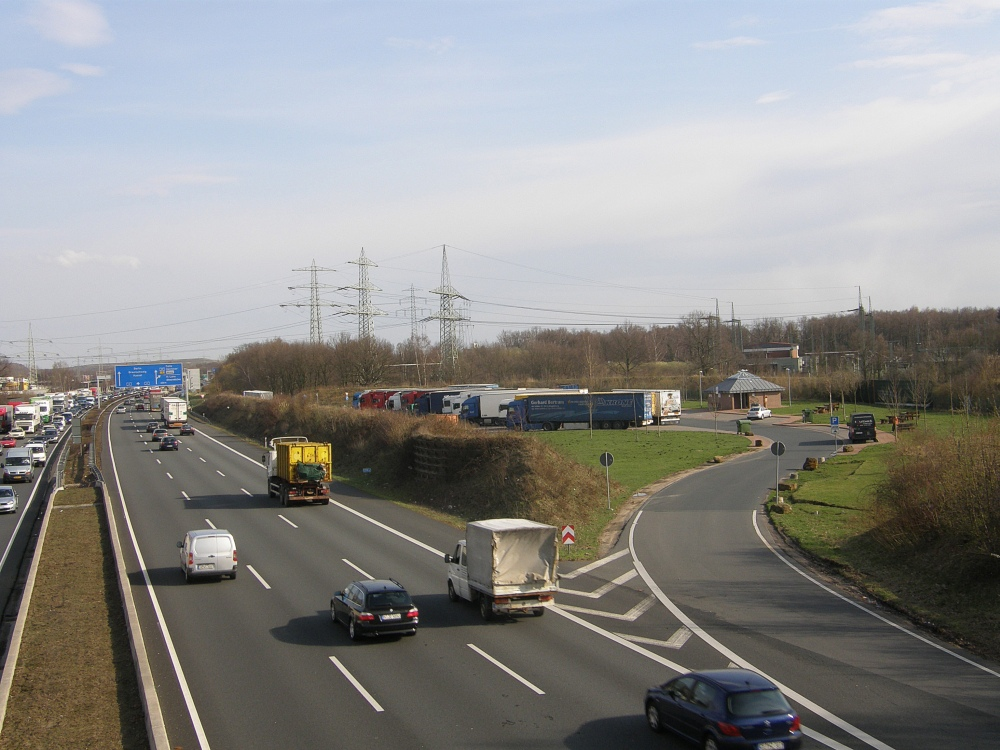
Dálnice A2 u Hannoveru

Některé úseky dálnice byly postaveny ještě za Adolfa Hitlera jako říšská dálnice během 30. let 20. století. Dálnice A2 se kříží s dálnicí A1 na křižovatce Kamener Kreuz. To byla druhá dálniční křižovatka v Německu, která měla tvar čtyřlístku. Tou první byla Schkeuditzer Kreuz, jež byla otevřena o nějaký čas dříve. Při rozdělení Německa hrála A2 spolu s A24 velmi důležitou roli. Fungovaly jako dálniční koridory do Západního Berlína. V Helmstedtu, na tehdejší hranici mezi Západním Německem a NDR, bylo spojenecké kontrolní stanoviště. To stejné se nacházelo i na dálnici A10 v Dreilinden-Drewitz. Mezi městy Helmstedt a Marienborn je dnes k vidění hraniční přechod, ze kterého se v 90. letech 20. století stalo muzeum. V následující tabulce jsou uvedena jednotlivá data otevření úseků:
| Otevření úseků na A2        |                |
| Úsek                        | Datum otevření |
| Oberhausen – Recklinghausen | 17.12.1937     |
| Recklinghausen – Gutersloh  | 12.11.1938     |
| Gutersloh – Herford         | 15.12.1938     |
| Herford – Bad Nenndorf      | 14.11.1940     |
| Bad Nenndorf – Hannover     | 14.12.1938     |
| Hannover – Lehrte           | 17.08.1936     |
| Lehrte – Braunschweig       | 05.04.1936     |
| Braunschweig – Helmstedt    | 17.08.1936     |
| Helmstedt – Burg            | 10.01.1937     |
| Burg – Berlin               | 17.08.1936     |

## Současnost
Křižovatka Dortmund-Lanstrop byla postavena pouze proto, aby byl dosažen přístup na místní skládku. Pro příjezd použijí nákladní vozy dálnici. Odjedou potom po silnicích nižší třídy. Skládku lze jednoduše rozeznat podle vysoké věže s nádrží na vodu nacházející na kopci zhruba 400 metrů od dálnice.
Vzhledem k důležitosti této dopravní tepny spojující Německo se sousedními středoevropskými zeměmi a k faktu, že ji velmi často používají Poláci, ji místní obyvatelé přezdívají Warschauer Alee, tedy Varšavská alej.